# C.F. Graae
C.F. Graae, Frederik Graae eller Christian Frederik Anton Hastrup Graae (5. juli 1875 på Vokstrupgård ved Esbønderup – 11. juni 1948 ved Hals Barre) var departementschef i undervisningsministeriet og bl.a. medlem af departementschefstyret i slutningen af besættelsen.

## Biografi
C.F. Graae tog juridisk embedseksamen i 1900 og blev sagførerfuldmægtig og året efter dommerfuldmægtig. I 1902 blev han assistent i Kultusministeriet, fuldmægtig i 1910 og ekspeditionssekretær i 1913. Da ministeriet i 1916 blev delt op i et kirke- og et undervisningsministerium, fulgte Graae med over i Kirkeministeriet, hvor han i 1918 blev udnævnt til kontorchef. I 1919 flyttede han til Undervisningsministeriet først som kontorchef og fra 1925 til 1945 som departementschef.
C.F. Graae varetog og løste en række forskellige opgaver af undervisningsmæssig og kulturel art. Han var bl.a. ministeriets repræsentant i skolespørgsmål ved genforeningen i 1920, i dansk-tyske skoleforhandlinger i 1924, i komiteen for videnskabelige undersøgelser på Grønland med meget mere og i arbejdet for at sikre kunstnere og forfatteres rettigheder til deres værker, også efter døden. Han sad også i bestyrelsen for en række kulturelle institutioner som Ny Carlsberg Glyptoteket, Det kongelige Musikkonservatorium og Hirschsprungs Samling.
C.F Graae gik på pension i 1945. Han og hans hustru omkom ved S/S Kjøbenhavns forlis ved Hals Barre, efter at skibet havde påsejlet en sømine.

## Udmærkelser
Han blev dekoreret med:
- Ridder af Dannebrog (1920)
- Dannebrogsmændenes Hæderstegn (1926)
- Kommandør af Dannebrog 2. kl. (1929)
- Kommandør af Dannebrog 1. kl. (1936)
- Storkorset (1946)[1]

I Grønland er en gletsjer i bunden af Nordvestfjord navngivet F. Graae Gletscher efter ham af Treårsekspeditionen.